# Lars Billton
Lars Erik Georg Billton, född 2 mars 1924 i Göteborg, död 14 januari 2019 i Kungsbacka, var en  svensk jurist.
Billton, som var son till direktör Sigurd Billton och Signe Andersson, avlade studentexamen 1943 och blev juris kandidat vid Uppsala universitet 1948. Efter tingstjänstgöring i Färs domsaga 1948–1952 blev han länsnotarie i Göteborgs och Bohus län 1953, stadsnotarie i Mölndals stad 1955 samt var stadsombudsman och tillförordnad kommunalborgmästare i Kungsbacka stad från 1961. Han var styrelseledamot i Skandinaviska banken i Kungsbacka från 1961, sekreterare i  Fastighets AB Aranäs från 1964, ordförande i hyresnämnden och valnämnden från 1961, i taxeringsnämnden från 1963 och överförmyndare från 1965.